# Міжброди
Міжбро́ди — село в Усть-Путильській сільській громаді Вижницького району Чернівецької області України.

## Населення

### Мова
Розподіл населення за рідною мовою за даними перепису 2001 року:
| Мова       | Кількість | Відсоток |
| ---------- | --------- | -------- |
| українська | 303       | 99.67%   |
| російська  | 1         | 0.33%    |
| Усього     | 304       | 100%     |

## Світлини

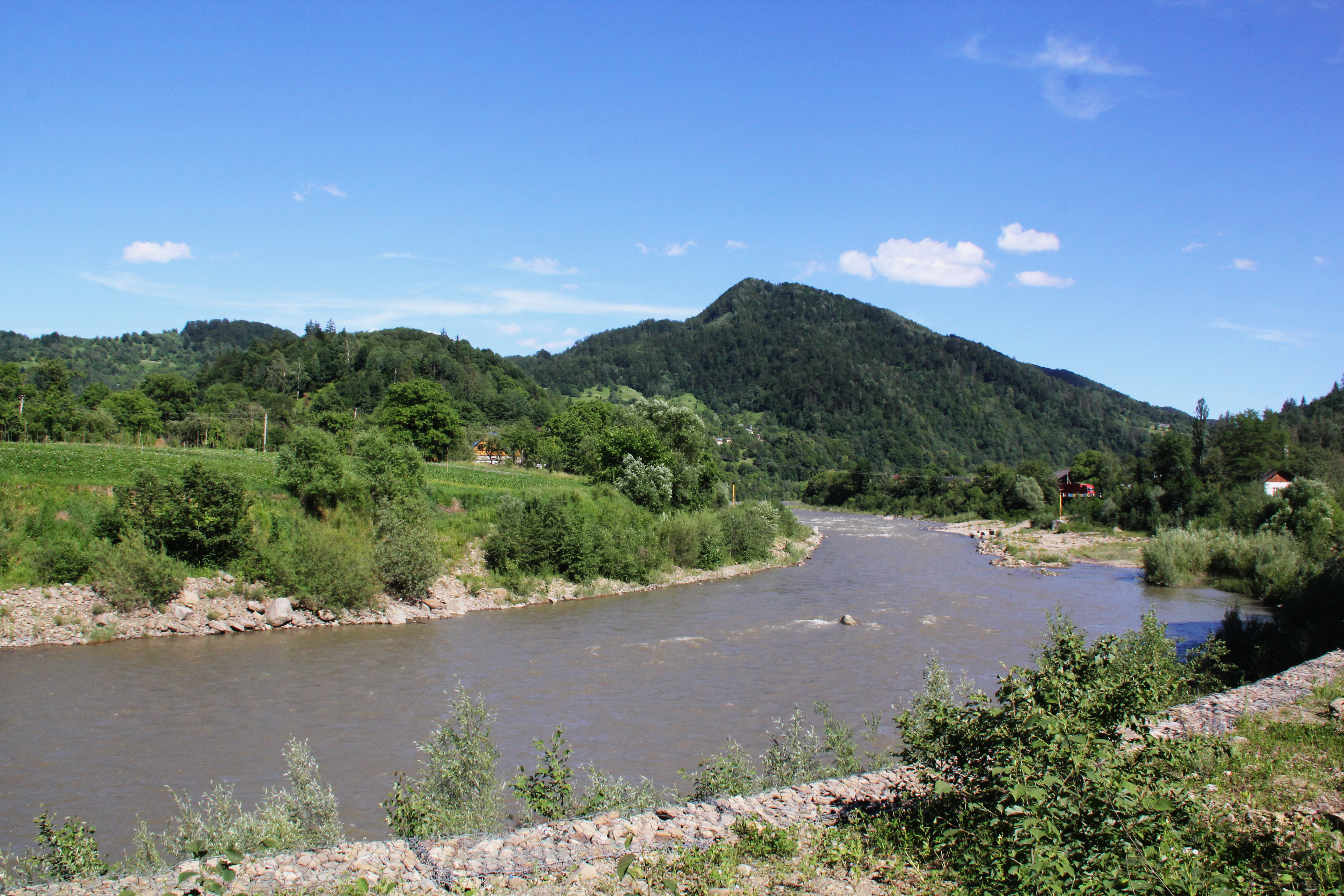
Річка Черемош біля села Міжброди
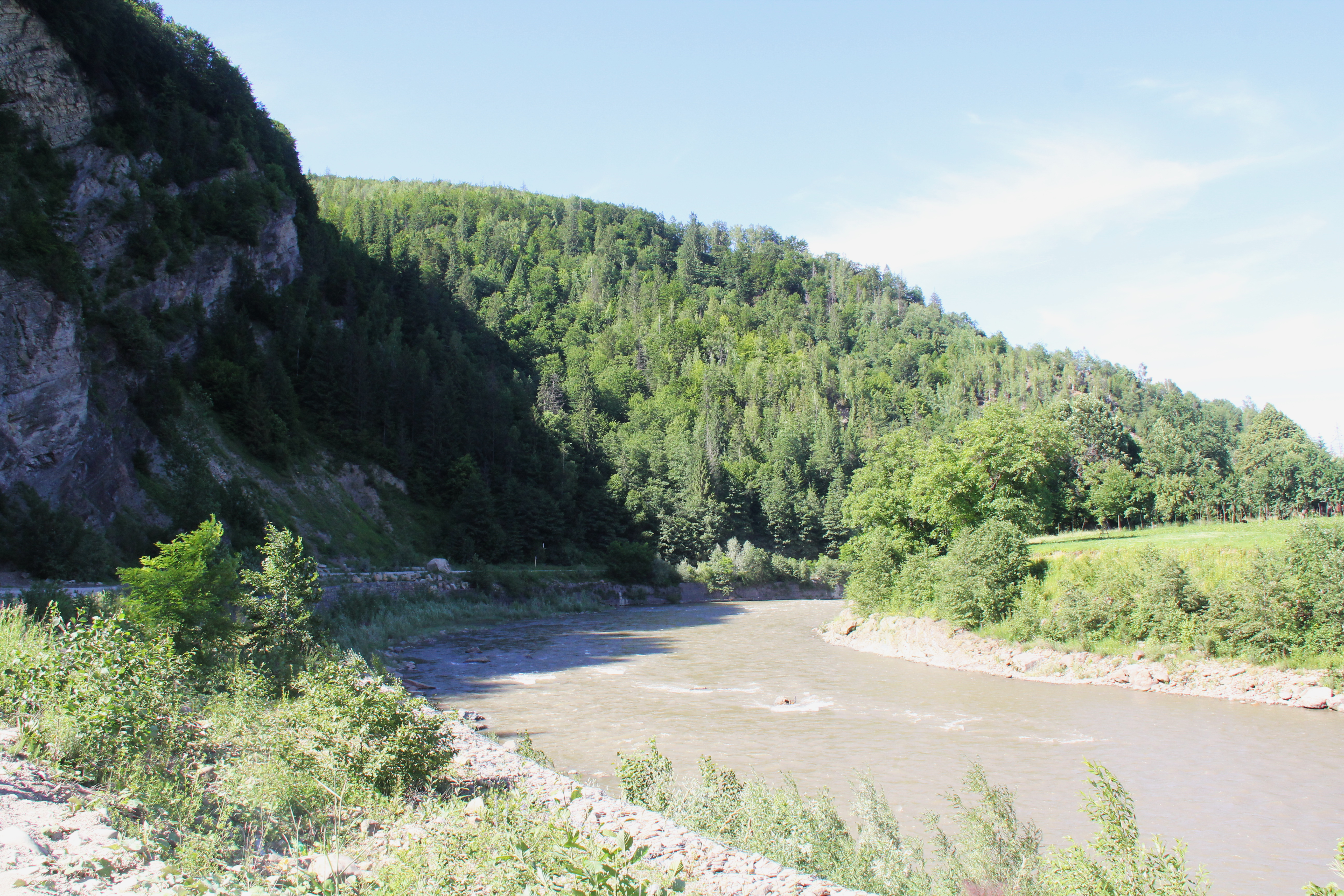
Річка Черемош біля села Міжброди